# 西尾安信
西尾 安信（にしお やすのぶ、天正7年（1579年）? - 慶長18年（1613年））は、安土桃山時代から江戸時代初期の武将。通称傳十郎。

## 概要
天正年間に今川氏真の三男として生まれた。母は早川殿。ただし、正確な生年が確定できず、澄存の弟である四男とする説もある。また、母親に関しても庶出説がある。西尾姓を名乗ったが、甥の西尾以庸（兄・今川範以の子）も同じく西尾と称しており、同姓であることから以庸を養子に取ったとも考えられている。
慶長18年（1613年）に死去 。